# Chiara Mastroianni
Chiara Françoise Charlotte Mastroianni, född 28 maj 1972 i Paris, är en fransk skådespelerska och sångerska.

## Utmärkelser
Mastroianni vann Un certain regard vid filmfestivalen i Cannes för Chambre 212 2019.

## Roller (urval)
- 1993 – Ma saison préférée
- 1994 – Prêt-à-Porter
- 1995 – Glöm inte att du ska dö
- 1997 – Nowhere
- 2007 – L'Heure zéro
- 2007 – Les chansons d'amour
- 2007 – Persepolis
- 2008 – Le crime est notre affaire
- 2011 – Les bien-aimés
- 2013 – Svinen
- 2018 – Claire Darling
- 2019 – Chambre 212
- 2022 – Andra människors barn